# Čím to je
Čím to je je název pátého alba košické skupiny No Name, vydaného v září 2005 vydavatelstvím Universal Music Group.
Kapela album představila v přímém rozhlasovém přenosu, ve kterém také živě zahrála tři písničky. Již po třech týdnech prodeje pak za něj kapela obdržela platinovou desku a celkově se alba prodalo přes 35.000 kusů. V česku se album drželo na předních příčkách nejprodávanějších desek – nejvýše bylo na 2. místě.
Skupina v roce 2006 uspořádala turné k tomuto albu. Server koule.cz k tomu uvedl: "...(turné) v rámci kterého se nahrávalo jejich vůbec první DVD s názvem Live in Prague. To vzniklo v režii Davida Síse v pražské Sazka Areně. Koncert přenášelo živě i nejposlouchanější rádio toho roku – Evropa 2. Zároveň s live DVD vyšel záznam koncertu i na dvojCD. Křest proběhl 30. října 2006 v pražském klubu Retro Music Hall. DVD se dostalo do Top 3 v žebříčcích prodejnosti v České i Slovenské republice."
K albu vznikl také stejnojmenný singl a bylo natočeno video, které mělo ke 4.2.2016 přes 1 200 000 zhlédnutí na kanálu Youtube.

## Seznam skladeb
Přehled jedenácti skladeb nacházejících se na albu:
1. Starosta, 4:08
2. Keby, 4:34
3. Medzi blokmi, 4:18
4. Stromy, 3:19
5. Za oknami, 4:04
6. Čím to je, 3:18
7. Správne žiť, 3:51
8. Cesta, 4:00
9. Na tej istej vlne, 3:51
10. Čas minulý, 4:04
11. To bude vekom, 4:18

## No Name
- Igor Timko – sólo zpěv, piano (11)
- Roman Timko – kytary, akustická kytara, zpěv
- Ivan Timko – bicí, zpěv, marimba (7)
- Vilo Gutray – basa (1-5, 7-9)
- Zoli Šallai – klávesy, zpěv
- Dušan Timko – kytary, akustická kytara, zpěv

## Hosté
- Martin Gašpar – basa (6, 7, 10, 11), akustická kytara (6), zpěv
- Igor "ajdži" Sabo – perkuse (2, 4-11)
- Petr Jana – hlas (11)

## Smyčcové kvarteto (1, 5, 6, 8)
- Milan Rožko – 1. housle
- Stanislav Beňo – 2. housle
- Radoslav Trtek – viola
- Peter frkal – violoncello
- Norbert Bodnár – aranžmá kvarteta (1, 6, 8)
- Zoltán Šallai – aranžmá kvarteta (5, 6, 8)